# Dřevohostice
Dřevohostice är en köping i Tjeckien.   Den ligger i regionen Olomouc, i den östra delen av landet, 240 km öster om huvudstaden Prag. Dřevohostice ligger 242 meter över havet och antalet invånare är 1 569.
Terrängen runt Dřevohostice är huvudsakligen platt, men åt sydost är den kuperad.Runt Dřevohostice är det ganska tätbefolkat, med 160 invånare per kvadratkilometer. Närmaste större samhälle är Přerov, 10,7 km väster om Dřevohostice. Trakten runt Dřevohostice består till största delen av jordbruksmark.